# Нижній Кугенер (Новотор'яльський район)
Нижній Кугенер (рос. Нижний Кугенер, марій. Эҥерӱмбал) — присілок у складі Новотор'яльського району Марій Ел, Росія. Входить до складу Масканурського сільського поселення.

## Населення
Населення — 62 особи (2010; 78 у 2002).
Національний склад (станом на 2002 рік):
- лучні марійці — 99 %